# Microgadus tomcod
A Microgadus tomcod a csontos halak (Osteichthyes) főosztályának a sugarasúszójú halak (Actinopterygii) osztályába, ezen belül a tőkehalalakúak (Gadiformes) rendjébe és a tőkehalfélék (Gadidae) családjába tartozó faj.

## Előfordulása
A Microgadus tomcod elterjedési területe az Atlanti-óceán északnyugati részén van, a kanadai Új-Fundland és Labradortól az USA-i Virginiáig.

## Megjelenése

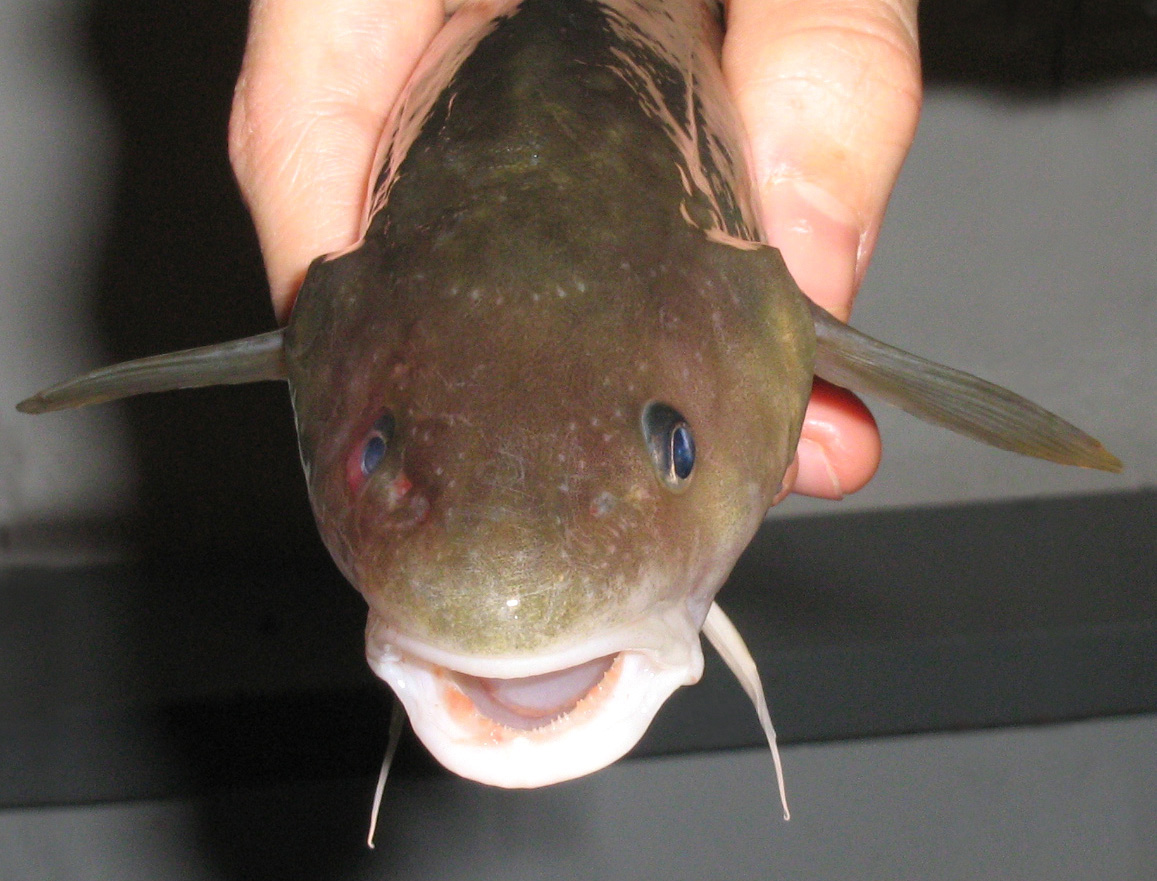
a hal szemből

Ez a tőkehal legfeljebb 38,1 centiméteresre nőhet meg. Hosszúkás testén kis fej van, amelyen kicsi szemek ülnek. Háti része olivazöld vagy sárga, oldalai világosak sötét pontozással.

## Életmódja
Ez a Microgadus-faj anadrom vándorhal (a tengerből az édesvízbe vonul ívni). 69 méternél mélyebbre nemigen úszik le. A tengerparti vízeket, a folyótorkolatokat kedveli. Néhány helyen tavakban is megtalálható. Tápláléka krill, ászkarákok (Isopoda), férgek, puhatestűek, kalmárok (Teuthida) és halak.

## Felhasználása
A Microgadus tomcodot csak kisebb mértékben halásszák. Inkább a sporthorgászok kedvelik.